# Dąbrowa Chełmińska
Dąbrowa Chełmińska (deutsch vor 1866 Dombrowken, 1866–1942 Damerau, 1942–1945 Kulmischdamerau) ist ein Dorf im Powiat Bydgoski der Woiwodschaft Kujawien-Pommern in Polen. Es ist Sitz der gleichnamigen Landgemeinde mit etwa 8200 Einwohnern und gehört zum historischen Kulmer Land.

## Geschichte

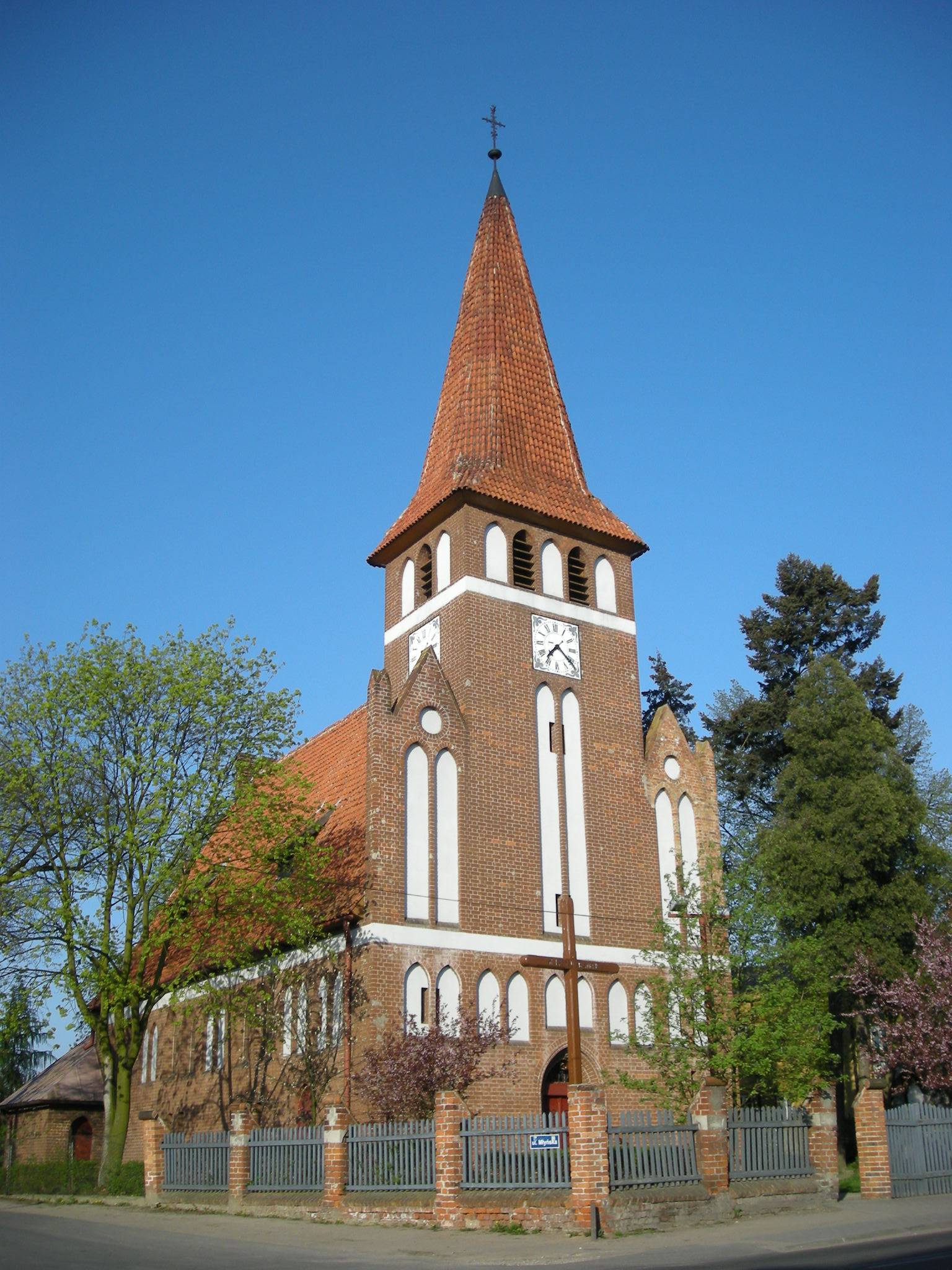
Die Kirche von Dąbrowa Chełmińska

Erstmals wurde der Ort 1285 als Damerowe erwähnt und war bis 1505 preußisch. Danach war er unter dem Namen Dombrowka bis 1772 Teil Polens. Nach der Ersten Teilung Polens war der Ort dann wieder preußisch. Nach dem Tilsiter Frieden im Juli 1807 wurde Dąbrowa Teil des Herzogtum Warschau unter Friedrich August III. Nach dem Wiener Kongress 1815 fiel es dann wieder an Preußen, um dann ab 1920 wieder in polnischem Gebiet zu liegen. Nach dem deutschen Überfall auf Polen 1939  war der Ort durch die Wehrmacht besetzt. Im Januar und Februar 1945 wurde Dąbrowa von deutschen und sowjetischen Truppen umkämpft und dabei teilweise zerstört. Nach Ende des Zweiten Weltkrieges wurde die deutschstämmige Bevölkerung vertrieben. 
Da Dąbrowa Chełmińska nur 20 km von der Innenstadt von Bydgoszcz entfernt ist, entwickelt sich die Gemeinde zu einem beliebten Wohnort, vor allem für Pendler. Außerdem ist die Gemeinde wegen ihrer Lage inmitten von Waldgebieten, die fast die Hälfte der Gemeindefläche einnehmen, ein beliebtes Naherholungsgebiet. Deshalb wurden in und um die Gemeinde auch zahlreiche Naturschutzgebiete angelegt.

## Gemeinde
Die Landgemeinde (gmina wiejska) Dąbrowa Chełmińska besteht aus 15 Dörfern mit Schulzenämtern (sołectwa), denen weitere kleinere Orte zugeordnet sind.

## Persönlichkeiten
- Adam von Janta Polczynski (1839–1901), Politiker und Rittergutsbesitzer
- Karl Neufeld (1856–1918), Kaufmann in Kairo, Agent und Autor
- Gustav Tornier (1859–1938), Zoologe